# محطة قطار يسر
يسر هي محطة قطارات بيسر في ولاية بومرداس تقع قرب وادي يسر والطريق الوطني رقم 12، وتنطلق منها أنواع عديدة من القطارات على اختلاف درجاتها إلى جميع نواحي الجزائر

## تاريخ

### الازدواجية
تم تزويد مشروع محطة قطار يسر بسكة حديدها ذات مسار مزدوج بدل من المسار الفردي
وستساهم شركات عديدة بالتقانة والتجربة في إنجاز محطة قطار يسر ومحيطها، عبر مراحل التخطيط والهندسة المدنية المتخصصة وإشارات السكك الحديدية وسكة الحديد المكهربة.

### الكهربة
تم اختيار خط سكة حديد مكهرب ليعبر محطة قطار يسر ضمن خطوط السكة الحديدية في الجزائر فيما يتعلق بنقل المسافرين ونقل السلع يوميا.
وتتميز سكة الحديد في هذه المحطة بكونها سكة حديد مكهربة بجهد كهربائي شدته 25 000 فولط إلى غاية محطة قطار ذراع الميزان على مسافة 64 كلم لتصل سرعة القطار الكهربائي إلى 160 كلم\سا بعد التدشين وبدء الخدمة.
وستقوم شركة الشركة الوطنية للنقل بالسكك الحديدية، مع شركات أخرى، بتطوير إشارات السكك الحديدية والاتصالات بين القطارات على مستوى هذه المحطة وهذا الخط المكهرب.

## الخطوط والمحطات الموصولة

### خط سكة حديد من الثنيةإلى وادي عيسي
|  |   |  | محطات القطار | البلديات    | الربط بالقطار والترامواي                                    | الربط بالتيليفيريك |
|  | - |  | ------------ | ----------- | ----------------------------------------------------------- | ------------------ |
|  | ● |  | الثنية       | الثنية      | • القصبة • الحراش • الرغاية • محطة قطار البويرة • بني منصور |                    |
|  | ● |  | سي مصطفى     | سي مصطفى    |                                                             |                    |
|  | ● |  | يسر          | يسر         |                                                             |                    |
|  | ● |  | برج منايل    | برج منايل   | • دلس                                                       |                    |
|  | ● |  | الناصرية     | الناصرية    |                                                             |                    |
|  | ● |  | تادمايت      | تادمايت     |                                                             |                    |
|  | ● |  | ذراع بن خدة  | ذراع بن خدة | • ذراع الميزان                                              |                    |
|  | ● |  | بوخالفة      | بوخالفة     |                                                             |                    |
|  | ● |  | تيزي وزو     | تيزي وزو    |                                                             | تيليفيريك تيزي وزو |
|  | ● |  | وادي عيسي    | وادي عيسي   | • عزازقة                                                    |                    |

## مكتبة الصور

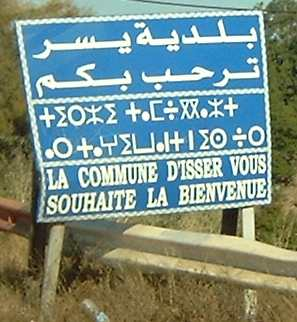
مدينة يسر
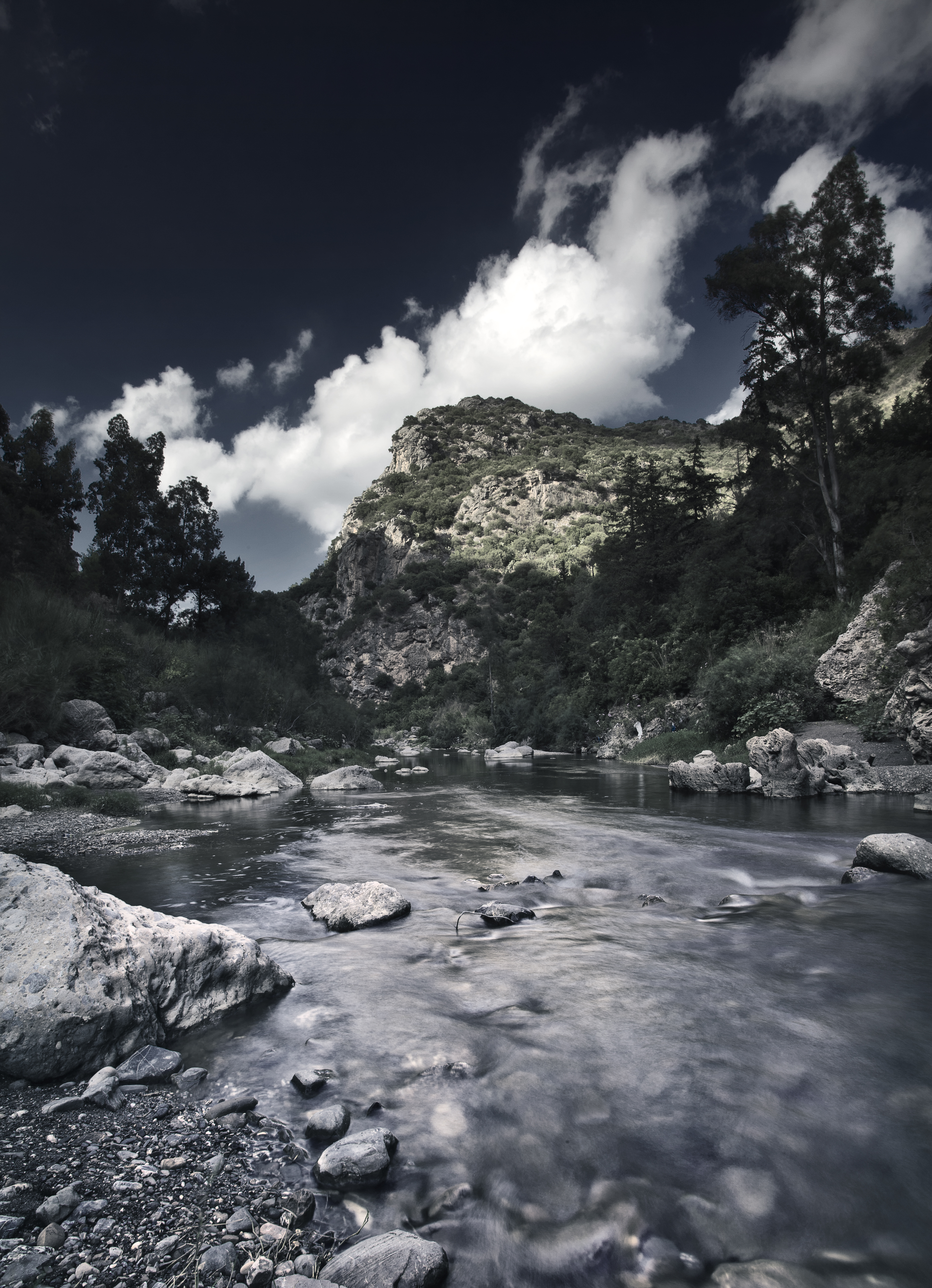
مجرى وادي يسر
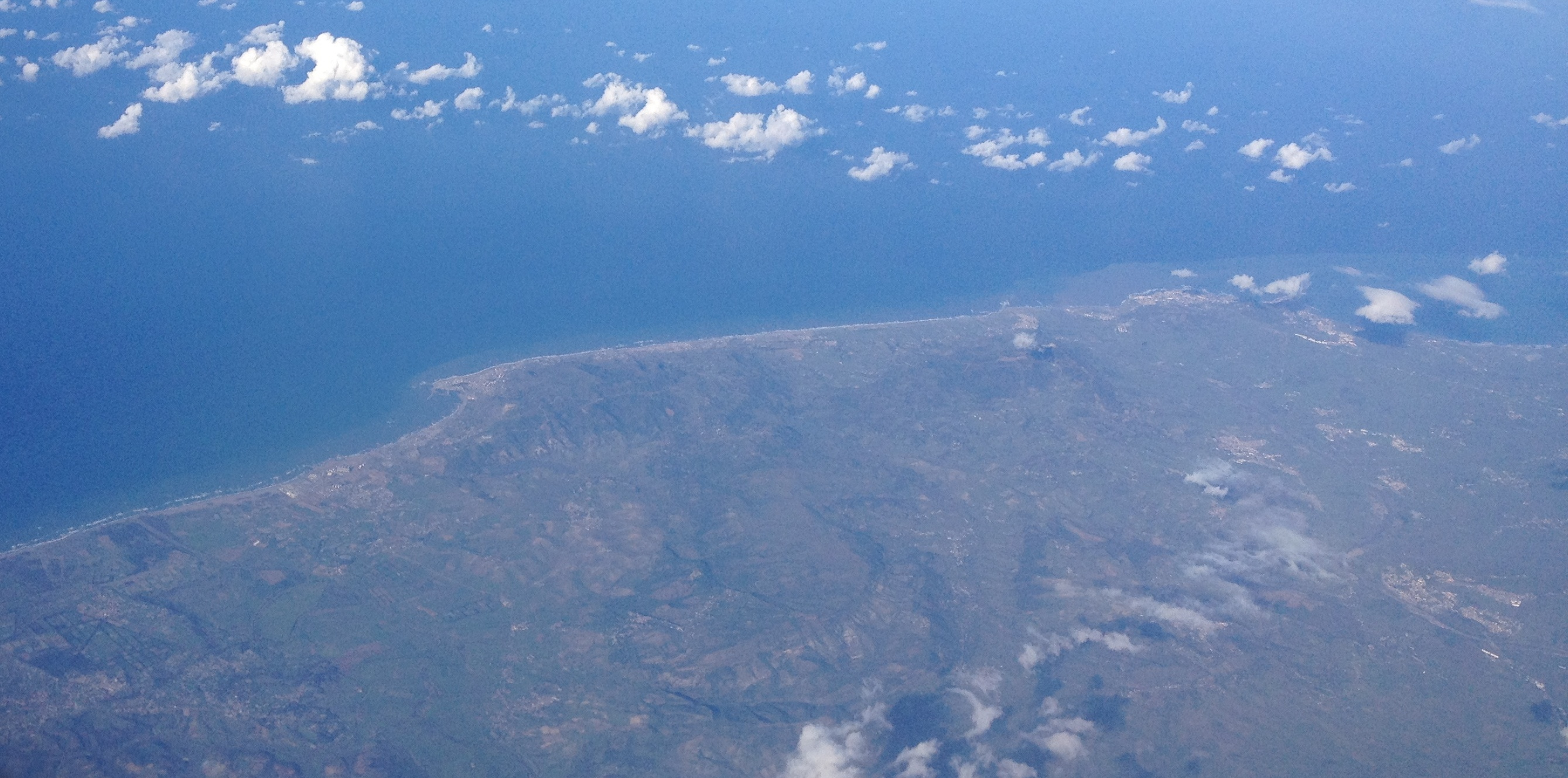
مصب وادي يسر
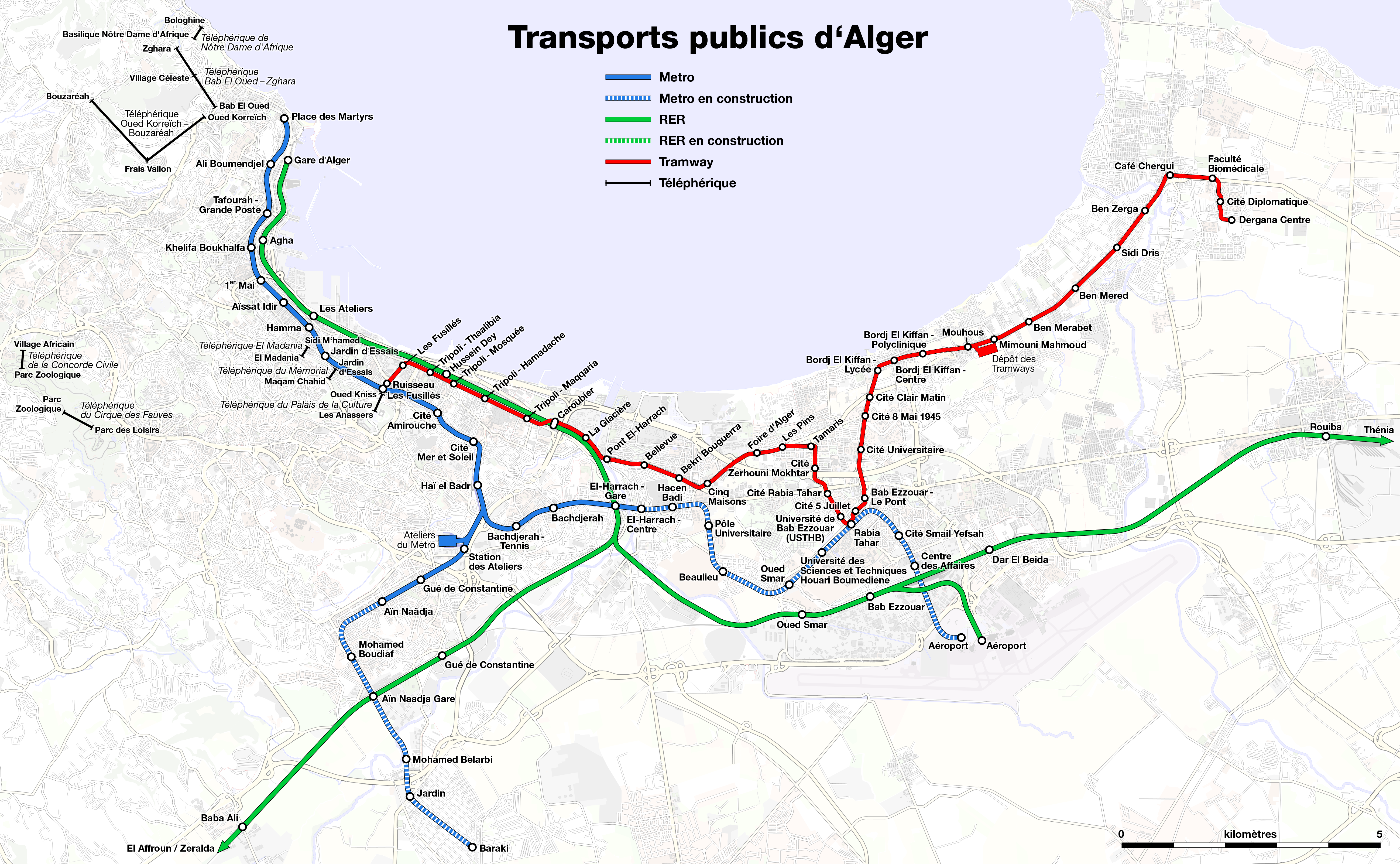
مترو الجزائر وترامواي الجزائر العاصمة
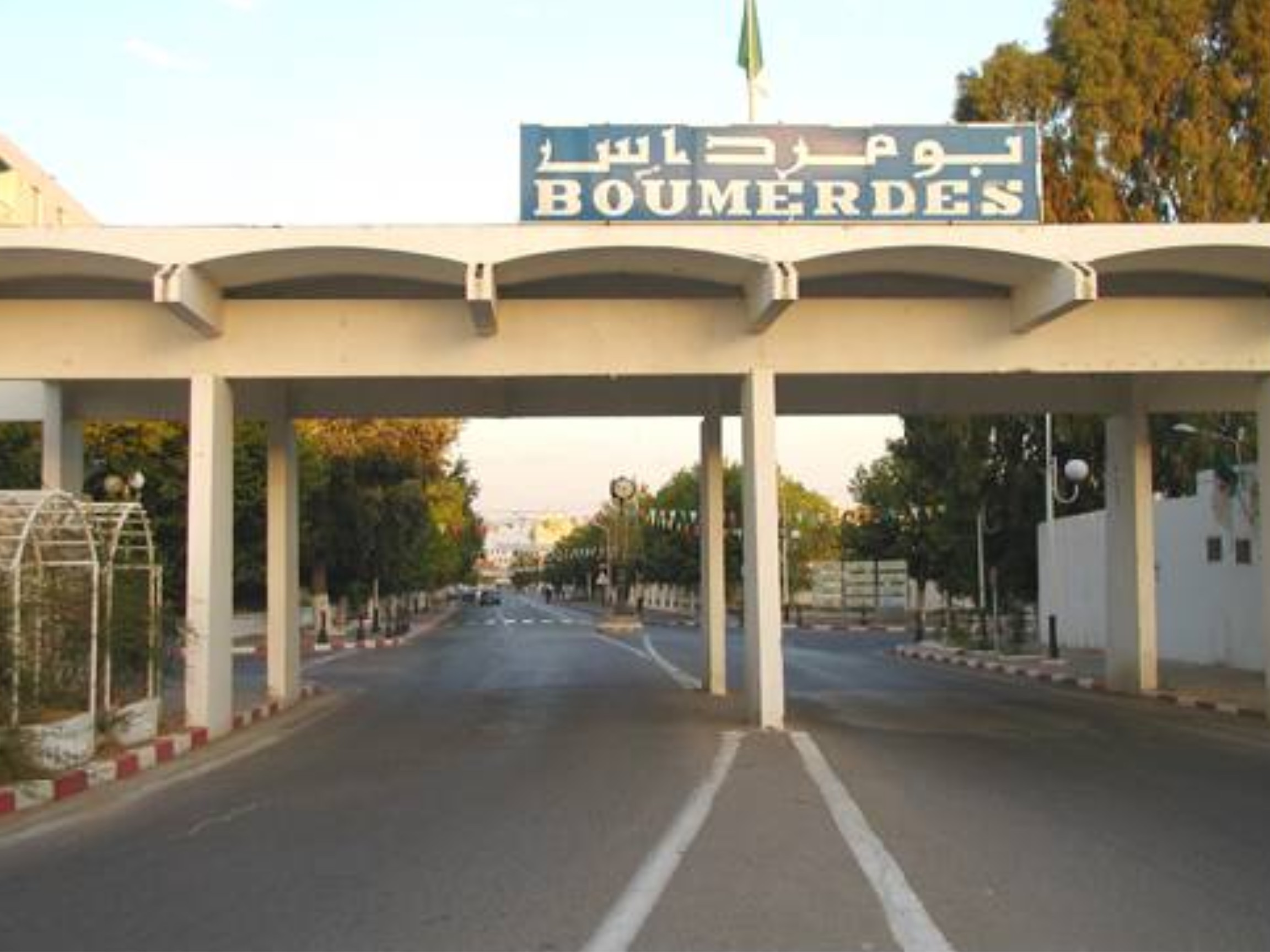
النقل في ولاية بومرداس
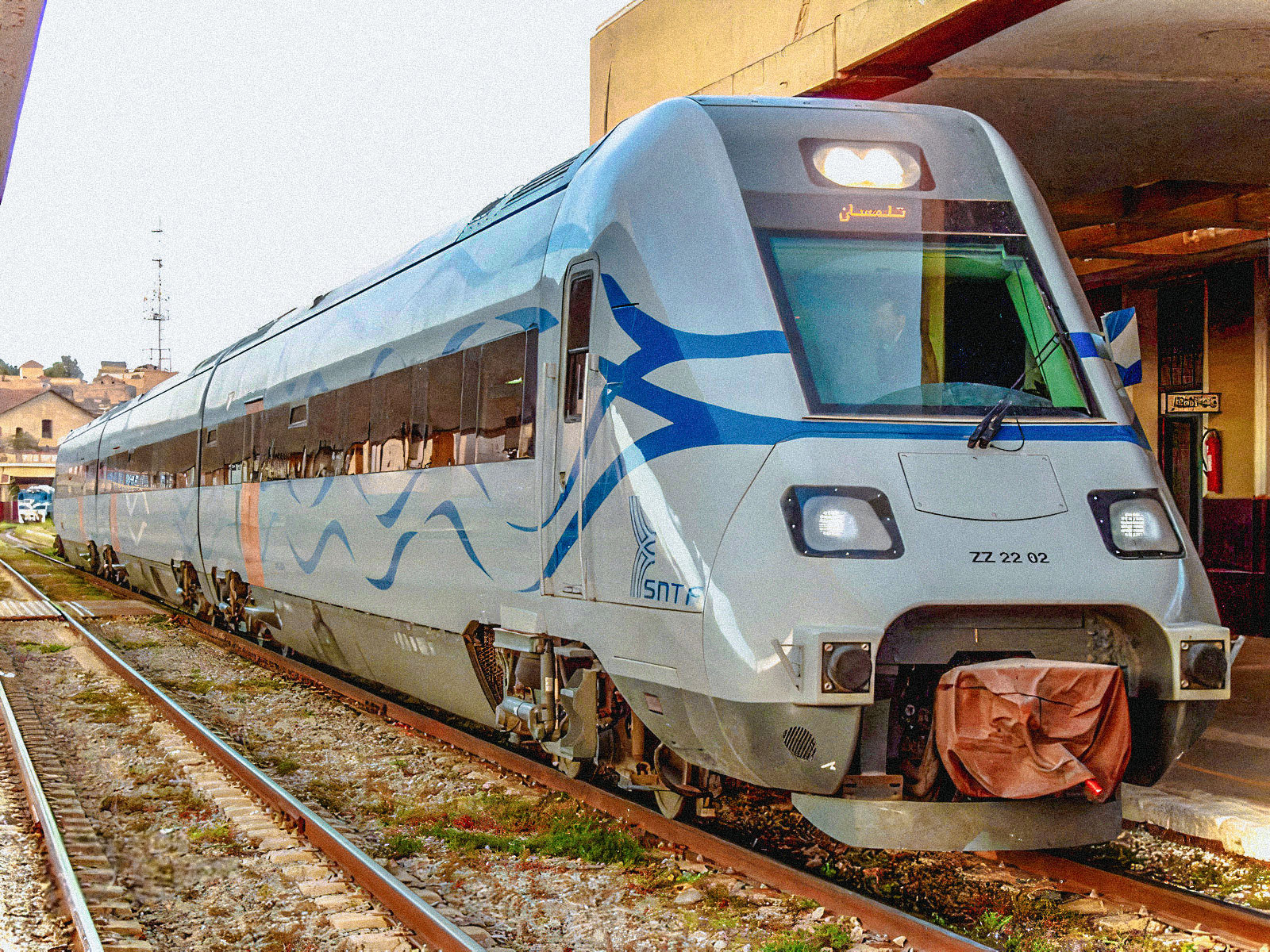
الشركة الوطنية للنقل بالسكك الحديدية
النقل بالسكة الحديدية في الجزائر

### مواضيع ذات صلة
- وزارة النقل الجزائرية
- الشركة الوطنية للنقل بالسكك الحديدية
- النقل في الجزائر
- محطات السكك الحديدية في الجزائر
- النقل بالسكة الحديدية في الجزائر
- تاريخ السكك الحديدية الجزائرية
- قائمة خطوط السكة الحديدية في الجزائر
- الوكالة الوطنية لدراسة ومتابعة إنجاز الاستثمارات في السكك الحديدية
- قائمة محطات القطار في الجزائر
- شركة السكك الحديدية للشرق الجزائري[الفرنسية]
- خط سكة حديد من الجزائر إلى سكيكدة
- خط سكة حديد من بني منصور إلى بجاية[الفرنسية]
- الطريق الوطني رقم 12
- الطريق الوطني رقم 24

### فيديوهات
- محطة قطار برج منايل على يوتيوب
- محطة قطار برج منايل على يوتيوب

### وصلات خارجية
- الموقع الرسمي للشركة الوطنية للنقل بالسكك الحديدية